# Mezinárodní letiště Imáma Chomejního
Mezinárodní letiště Imáma Chomejního (persky فرودگاه بین‌المللی امام خمینی‎, IATA: IKA, ICAO: OIIE), také známé jako Tehran-IKIA nebo IKIA, je hlavní mezinárodní letiště pro Teherán.
Letiště leží 30 km jihozápadně od íránského hlavního města Teherán poblíž měst Hasanabad (9 km), Robat Karim (10 km) a Eslamshahr. Rozkládá se na ploše 135 km². Bylo postaveno jako náhrada za letiště Teherán-Mehrabád, které se nachází na západním okraji Teheránu. Letiště Mehrabád v současnosti stále funguje, přijímá však výhradně vnitrostátní lety, zatímco letiště Imáma Chomejního (Tehran Imam Khomeini International Airport) slouží pouze pro lety mezinárodní.
Letiště je schopné obsluhovat velkokapacitní letouny jako Boeing 747 a Airbus A380.
Na IKA sídlí aerolinky Iran Air, Mahan Air, Iran Aseman Airlines, Qeshm Air, Caspian Airlines, Taban Airlines a Zagros Airlines. Na začátku roku 2020 zde operovalo 36 leteckých společností. Většina leteckých společností, které létají na letiště, sídlí v Turecku a na Blízkém východě. Letiště obsluhují dvě západní letecké společnosti: Lufthansa a Austrian Airlines. 
Mezinárodní letiště Imáma Chomejního je dostupné z města Teheránu po dálnicích Teherán–Kúm a Teherán–Saveh. Obsluhuje je stanice  metra Shahr-e Aftab na lince 1 teheránského metra, která byla otevřena v srpnu 2017. Je to jediná linka metra v Teheránu, která je v provozu 24 hodin denně (i když frekvence je pouze 80 minut).